# نوريوكي أساكورا
نوريوكي أساكورا (朝倉紀行 أساكورا نوريوكي، الكتابة الحقيقية لإسمه: 浅倉紀幸) هو ملحن ياباني ولد في إيتاباشي, طوكيو.

## أعماله في الأنمي

### مسلسلات أنمي تلفزيونية
- روروني كينشين
- رحلة عنابة (بالتعاون مع جون إيريه)
- أتوم ذا بيغينينغ
- فرسان سيدونيا
- فرسان سيدونيا: معركة الكوكب التاسع
- ميجر (الموسم الأول-الموسم الثالث)
- زويدز وايلد

### أوفا أنمي
- روروني كينشين: كيوتو الجديدة

## أعماله في ألعاب الفيديو
- تنشو: ستيلث أساسنز
- تنشو 2: بيرث أوف ذا ستيلث أساسنز
- تنشو: راث أوف هيفن
- تنشو: شادو أساسنز
- تنشو: تايم أوف ذا أساسنز
- كابكوم فايتينغ إيفولوشن
- ساموراي ويسترن
- نتشرل دوكترين
- واي أوف ذا ساموراي
- واي أوف ذا ساموراي 2
- واي أوف ذا ساموراي 3
- واي أوف ذا ساموراي 4
- كاميوازا

## وصلات خارجية
- نوريوكي أساكورا على موقع IMDb (الإنجليزية)
- نوريوكي أساكورا على موقع ميوزك برينز (الإنجليزية)
- نوريوكي أساكورا على موقع ديسكوغز (الإنجليزية)
- نوريوكي أساكورا على موقع قاعدة بيانات الفيلم (الإنجليزية)